# 大酱汤
大酱汤（或稱韓式味噌湯）是韓國家庭常備的一种特色料理:57，用韓國大醬（豆醬）為主要材料煮成的湯，其他材料有蔬菜、海鮮及豆腐，在韓國是平民代表性的料理。

## 主要材料
昆布、乾冬菇、薯仔、白蘿蔔、甘筍、日式油揚豆腐、韓式大醬、水，等等:57。

## 主要做法
昆布、冬菇浸1小時，瀝乾，剩下水備用；白蘿蔔、甘筍、薯仔切薄片，豆腐切絲；昆布冬菇水煮沸，白蘿蔔、甘筍、薯仔大火煮滾後，放豆腐轉中火10分鐘，再加大醬煮10分鐘:57。

## 外部連結
- ‘Fighting!’ to eat at this restaurant （页面存档备份，存于）－《JoongAng Daily》 （英文）
- 大酱汤－韩国首尔市官方旅游网页 （简体中文）